# Eijsden
Eijsden è una località olandese situata nella provincia di Limburgo. Il comune autonomo, dal 1º gennaio 2011 si è fuso con quello di Margraten per formare il nuovo comune di Eijsden-Margraten.
La città, nei pressi della frontiera belga, è servita dalla linea ferroviaria Liegi - Maastricht ed è la prima stazione in territorio olandese della linea.
Qua nacque l'antropologo Eugène Dubois.